# Villa Regina
Villa Regina är en ort i Argentina.   Den ligger i provinsen Río Negro, i den södra delen av landet, 900 km sydväst om huvudstaden Buenos Aires. Villa Regina ligger 201 meter över havet och antalet invånare är 31 209.
Terrängen runt Villa Regina är platt. Villa Regina är det största samhället i trakten.
Trakten runt Villa Regina består till största delen av jordbruksmark. Runt Villa Regina är det glesbefolkat, med 20 invånare per kvadratkilometer.